# Tina Milo Milivojevic
Tina Milo Milivojevic (serbisch-kyrillisch Тина Мило Миливоевич; * in Jugoslawien) ist eine serbische Theater- und Filmschauspielerin, Theaterproduzentin, Komponistin, und Schauspiellehrerin, die seit 2000 in Kanada lebt und arbeitet.

## Leben
Milivojevic besuchte von 1990 bis 1992 die Academy for Dramatic Arts-Acting der Universität Sarajevo. Sie machte ihren Abschluss in Musiktheorie der Stankovic School of Music in Belgrad. Anschließend folgten Auftritte und Tourneen mit verschiedenen europäischen Theaterensembles. Als ihre produktivsten Jahre als Schauspielerin, Musikkomponistin und Produzentin bezeichnet sie ihre Zeit beim Belgrader Dah Theatre. 2000 zog sie von Serbien nach Kanada, wo sie sich der Fernseh- und Filmschauspielerei widmete.
2001 gab sie ihr Filmdebüt im Kurzfilm Applause! und in einer Nebenrolle im Spielfilm She Likes Red Star. 2005 folgte eine Episodenrolle in der Fernsehserie The L Word – Wenn Frauen Frauen lieben. 2006 übernahm sie in dem Fernsehfilm Final Days – Die letzten Tage der Menschheit die Rolle der Bella. 2009 hatte sie Nebenrollen in Space Buddies – Mission im Weltraum und Last Impact – Der Einschlag inne. 2010 folgte die Rolle der Marla im Fernsehfilm Stonehenge Apocalypse. In den nächsten Jahren durfte sie in Episoden der Fernsehserien Chaos, Eureka – Die geheime Stadt und The Killing mitwirken.
Seit 2013 konzentriert sie sich hauptsächlich auf ihr Solo-Theaterstück The Village und die Entwicklung eines Lehrprogramms in verschiedenen Schulen Montreals. The Village wurde im Februar 2015 im Firehall Arts Centre in Vancouver mit großem Erfolg uraufgeführt. Es folgten Auftritte in Serbien, Montenegro, Indien, Dänemark und in den kanadischen Städten Ottawa Montreal. Sie verfasste die Musik für verschiedene Theateraufführungen, darunter auch ihre eigenen.
Sie lebt in  und spricht fließend Serbisch, Englisch und Französisch.

## Filmografie (Auswahl)
- 2001: Applause! (Kurzfilm)
- 2001: She Likes Red Star (Ona voli Zvezdu)
- 2005: The L Word – Wenn Frauen Frauen lieben (The L Word) (Fernsehserie, Episode 2x04)
- 2006: Final Days – Die letzten Tage der Menschheit (Final Days of Planet Earth) (Fernsehfilm)
- 2009: Space Buddies – Mission im Weltraum (Space Buddies)
- 2009: Last Impact – Der Einschlag (Impact) (Fernsehfilm)
- 2010: Stonehenge Apocalypse (Fernsehfilm)
- 2011: Chaos (Fernsehserie, Episode 1x09)
- 2011: Eureka – Die geheime Stadt (Eureka) (Fernsehserie, Episode 4x16)
- 2012: Ambrosia
- 2012: The Killing (Fernsehserie, 3 Episoden)
- 2019: Mafia Inc